# 추억속으로
《추억속으로》는 춘천MBC 표준FM에서 평일 저녁 7시 10분부터 밤 8시까지 방송하는 퇴근길 추억의 가요, 트로트, 팝 전문 라디오 프로그램이다. 2024년 5월 17일 자로 25년만에 폐지되었다.

## DJ
- 정우성 아나운서

## 같이 보기
- 춘천문화방송
- MBC 표준FM
- 권순표의 뉴스 하이킥

| 춘천MBC 표준FM 평일 프로그램 |                         |                     |
| 이전                         | 추억속으로              | 다음                |
| MBC 저녁앤뉴스               | 추억속으로              | MBC 8시 뉴스        |
| 저녁 7시 ~ 저녁 7시 10분     | 저녁 7시 10분 ~ 밤 8시  | 밤 8시 ~ 밤 8시 5분 |
| 전국방송                     | 강원 영서 북부지역 방송 | 전국방송            |